# Castellina in Chianti
Castellina in Chianti és un comune (municipi) de 2.852 habitants de la província de Siena, a la regió italiana de la Toscana, situat uns 35 km al sud de Florència i uns 15 km al nord-oest de Siena. Forma part dels turons de Chianti, entre les valls dels rius Arbia, Pesa i Elsa.
Limita amb els següents municipis: Barberino Val d'Elsa, Castelnuovo Berardenga, Greve in Chianti, Monteriggioni, Poggibonsi, Radda in Chianti i Tavarnelle Val di Pesa.

## Història

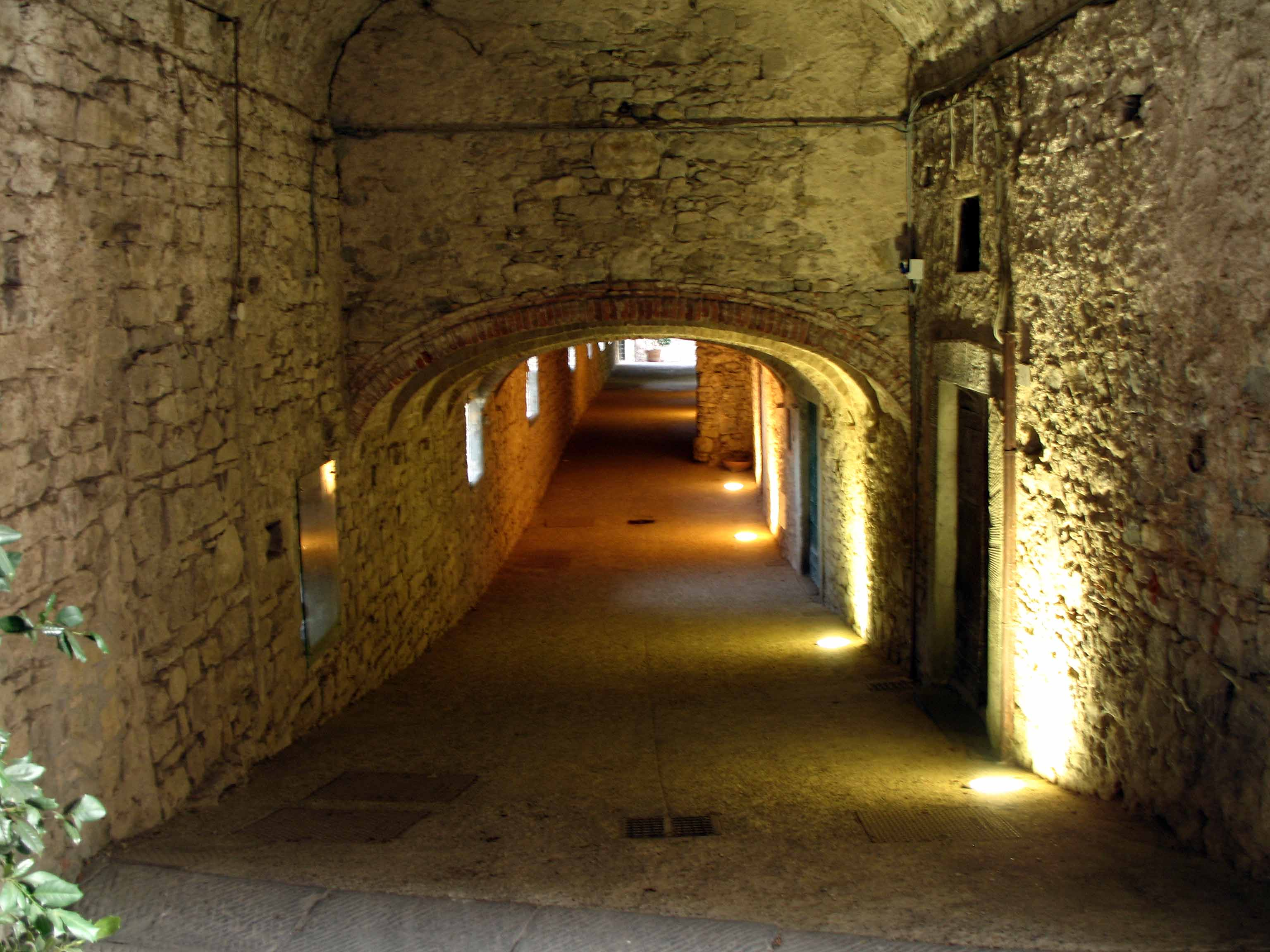
L'entrada a la Via delle Volte

Els primers assentaments a la zona daten de l'època etrusca i probablement van ser devastats a l'època de les invasions de la Gàl·lia a l'antiga Roma.
A principis de l'edat mitjana, la ciutat era coneguda com a Salingolpe; al segle xi Matilda de Toscana la va donar com a feu als comtes Guidi i, posteriorment, a Trebbio. A principis del segle xv es va convertir en una fortalesa, de la qual avui roman la Rocca.

## Llocs d'interès

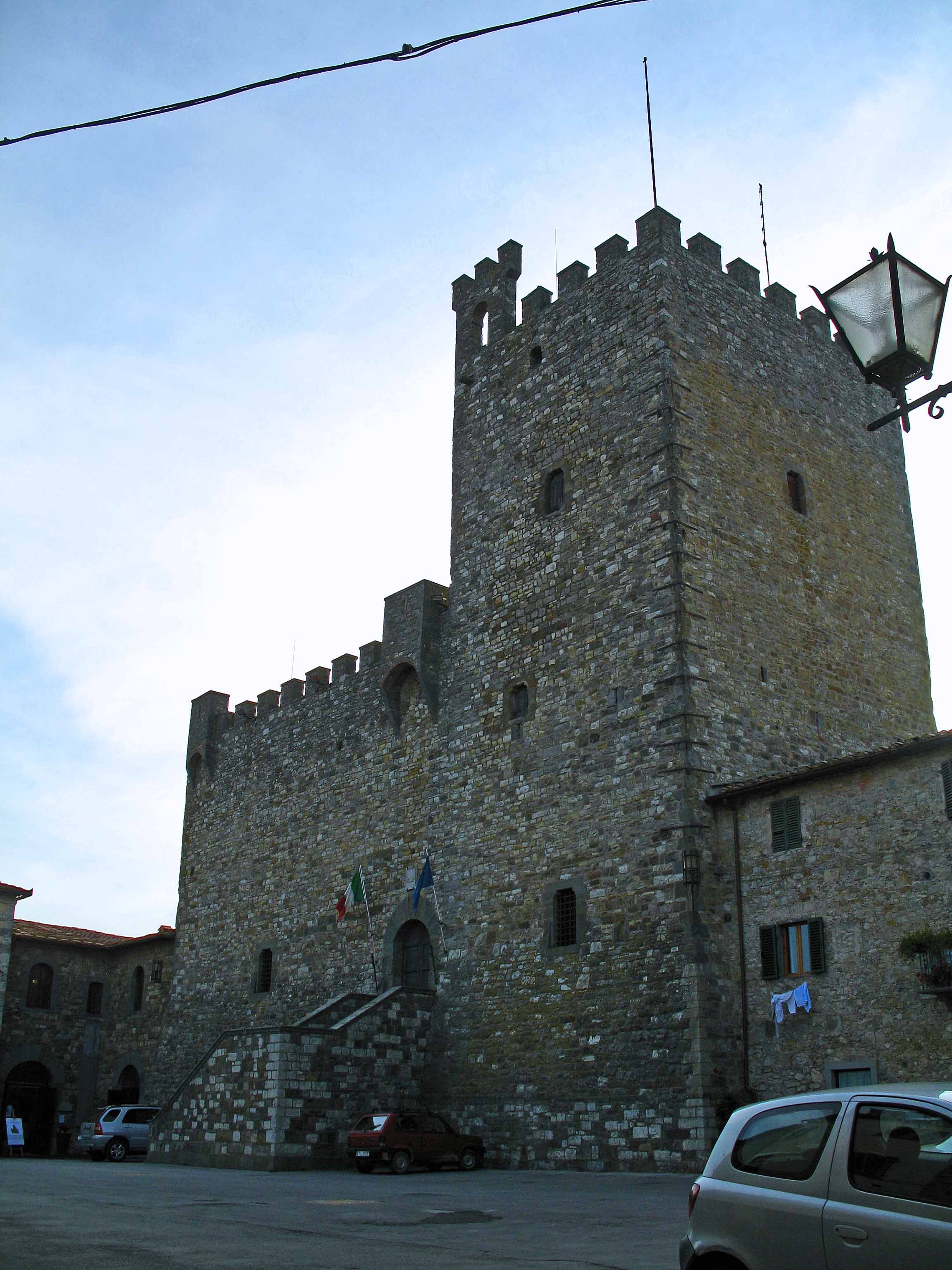
La Rocca de Castellina

- La massiva "Rocca" (castell), amb una enorme torre del segle xiv. Alberga un petit museu etrusc.
- Església de San Salvatore, amb un fresc del segle xv de "Madonna amb el Nen" i una estàtua policromada de fusta de Crist de la mateixa època.
- Palau Ugolini-Squarcialupi .
- Palau Bianciardi .
- El túnel subterrani "Via delle Volte".
- El monticle de Montecalvario, fora de la ciutat. Consta de quatre tombes del segle VII al VI aC.
- La necròpolis de Poggino.
- Església romànica de San Martino, a Cispiano.
- Església de San Giorgio alla Piazza, amb un panell del segle xv del taller de Cosimo Rosselli.
- Pieve de Sant'Agnese, amb una "Madonna amb el Nen" de Bicci di Lorenzo.

## Evolució demogràfica
| Gràfica d'evolució demogràfica de Castellina in Chianti entre 1861 i |
|                                                                      |
| Font: ISTAT - Elaboració gràfica de Viquipèdia                       |